# ATB Financial
Alberta Treasury Branches (ou succursales du Trésor de la province de l’Alberta en français), aussi appelée ATB Financial est une institution financière appartenant à la province d'Alberta au Canada. 
Basée à Edmonton en Alberta, l'institution propose des services financiers à plus de 600 000 personnes. 
ATB Financial gère plus de 17 600 millions de dollars canadiens d'actif. C'est la principale institution financière de la province.